# Juan José Millás
Juan José Millás (Valência, Espanha, a 31 de janeiro de 1946) é um escritor e jornalista espanhol. 

## Biografia
Embora tenha nascido em Valência, a sua família mudou-se em 1952 para Madrid, cidade onde viveu quase toda a sua vida. Não foi um estudante exemplar, tendo mesmo desistido do curso de Filosofia na Universidad Complutense de Madrid. Arranjou emprego como administrativo na Iberia e dedicou-se à leitura e à escrita. Em 1968 casou-se pela primeira vez, relação da qual resultou um filho.
O seu primeiro romance foi amplamente influenciado por Júlio Cortázar e pelo Experimentalismo, muito em voga na época. Embora original, detinha as falhas comuns a um escritor em início de carreira. O segundo, Cerbero son las sombras (1975), foi galardoado com o Prémio Sésamo, o que lhe abriu as portas da crítica. Graças a um entusiasta membro do júri, Juan García Hortelano, pôde depois publicar Visión del ahogado (1977) e El jardín vacío (1981) na famosa editora Alfaguara. Publicou em seguida Papel mojado (1983), uma encomenda de uma editora de literatura juvenil, que foi, e continua a ser, um sucesso de vendas. Surgiu em seguida o seu romance mais famoso, El desorden de tu nombre (1987), pelo qual recebeu o Prémio Nadal. Simultaneamente, começou a colaborar com a imprensa, atingindo um enorme êxito, derivado da sua prodigiosa imaginação e da sua incorruptível dedicação aos desfavorecidos. Desde então, dedica-se exclusivamente ao jornalismo e à literatura. Em 1987, casou em segundas núpcias com Isabel Menéndez, psicóloga, com quem teve o seu segundo filho.
Na sua numerosa obra literária, vincada pela introspecção psicológica, qualquer instante do quotidiano pode ser transformado num acontecimento fantástico. Foi assim que criou um género literário pessoal, o articuento, no qual uma história quotidiana se transforma, por obra da imaginação, numa maneira de ver a realidade sob um ponto de vista crítico. Os seus artigos publicados à sexta-feira no El País alcançaram um grande número de seguidores pela subtileza e pela originalidade da sua maneira de abordar os temas da actualidade, assim como pelo seu grande compromisso social e pela qualidade do seu estilo. As suas obras estão traduzidas em vinte e três línguas, entre as quais inglês, francês, alemão, português, italiano, sueco, dinamarquês, norueguês e holandês. 

## Obras
- A desordem do teu nome
- Tonto, morto, bastardo e invisível
- Duas mulheres em Praga
- Contos de adúlteros desorientados
- O mundo: romance
- Os objectos chamam-nos
- O que sei dos homenzinhos
- Laura e Julio
- A ordem alfabética
- Desde la sombra (2016)